# 視覺詩
視覺詩，為運用文字的特殊排版以達成視覺效果的詩體。

## 視覺詩的類型

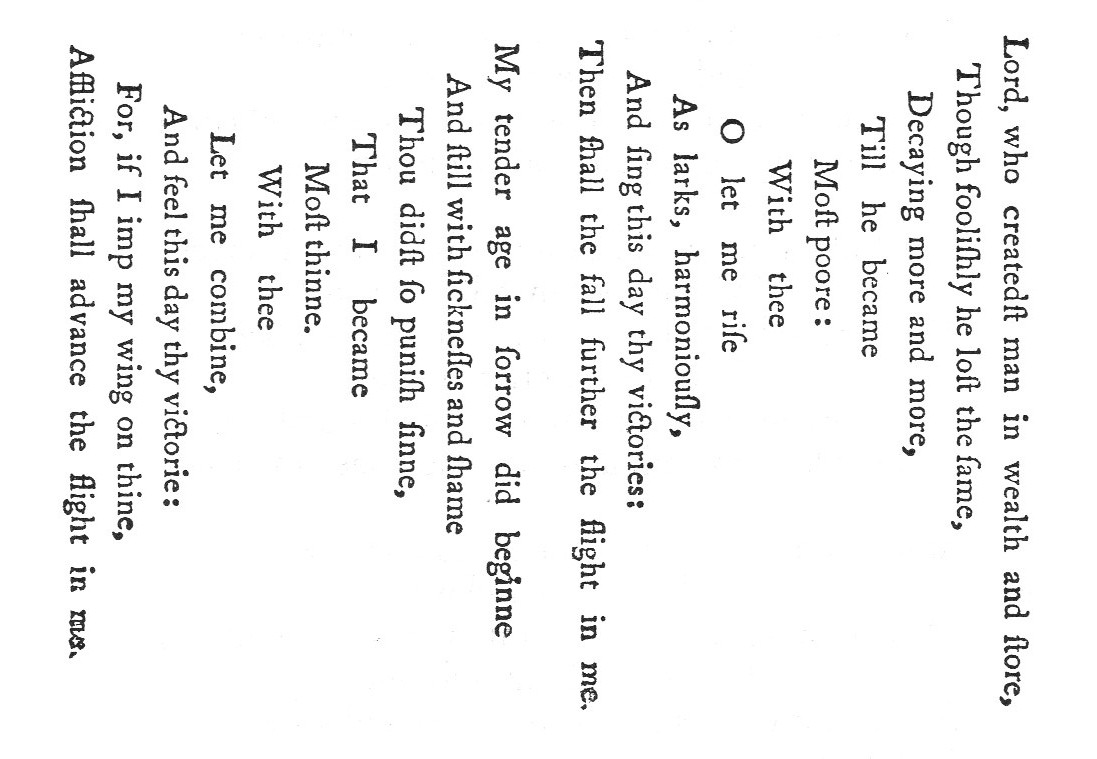
具象詩：喬治·赫伯特的詩作《復活的翅膀》, 文字排版成張開的翅膀狀

- 具象詩（圖案有形詩），特別指一九五零和一九六零年代的圖案有形詩運動，自由地安排語言的元素，不一定是線性的句子結構，可由空間、圖畫和字形特徵以及字間感受，解讀作品意義[2]。

- 寶塔詩，是由字數長短不等的中文詩句組成，上尖底寬，形如寶塔。寶塔詩與西式具象詩類似，有如排列更規則化的具象詩。吴敬梓《儒林外史》有一首寶塔詩如下：

呆
秀才
吃长斋
胡须满腮
经书揭不开
纸笔自己安排
明年不请我自来

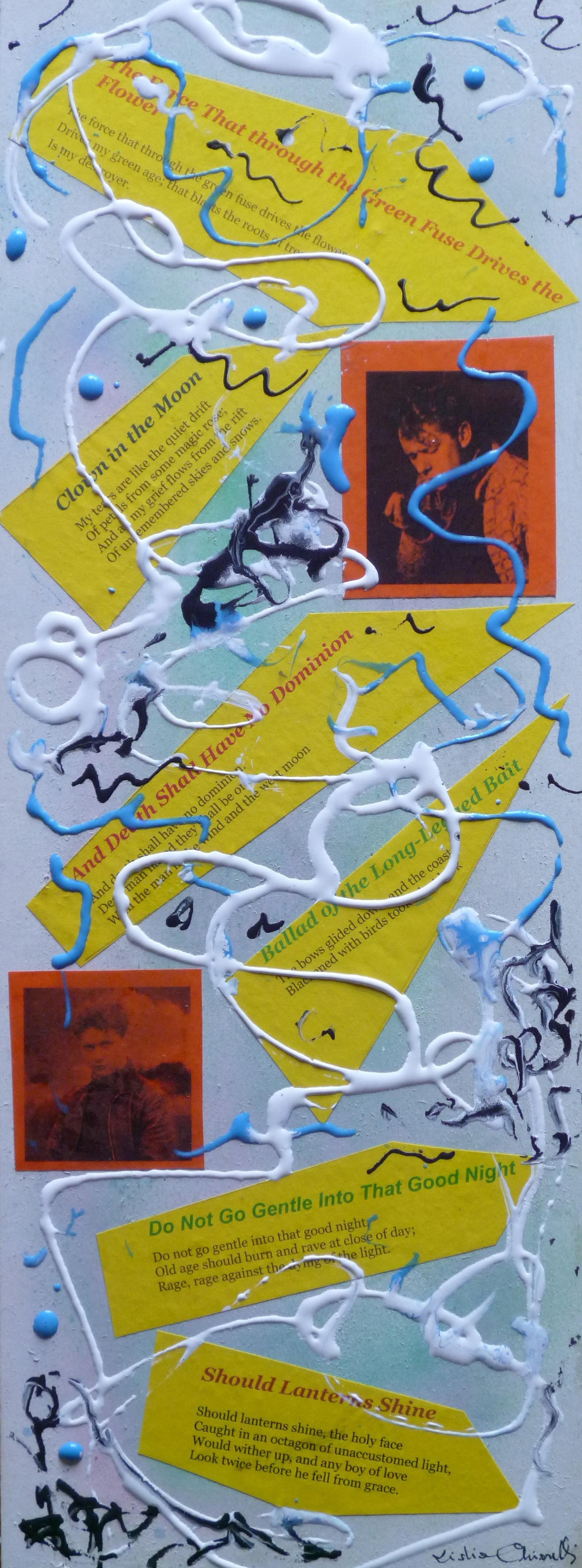
視覺詩

- 圖象詩，二十世紀初期的視覺詩類型，作品中字母、字彙、句子在頁面上排列成形狀或影像，通常與字義相關[3]。